# Jordanów
Jordanów é um município da Polônia, na voivodia da Pequena Polônia e no condado de Sucha. Estende-se por uma área de 21,03 km², com 5 360 habitantes, segundo os censos de 2016, com uma densidade de 253,9 hab/km².